# Quapaw

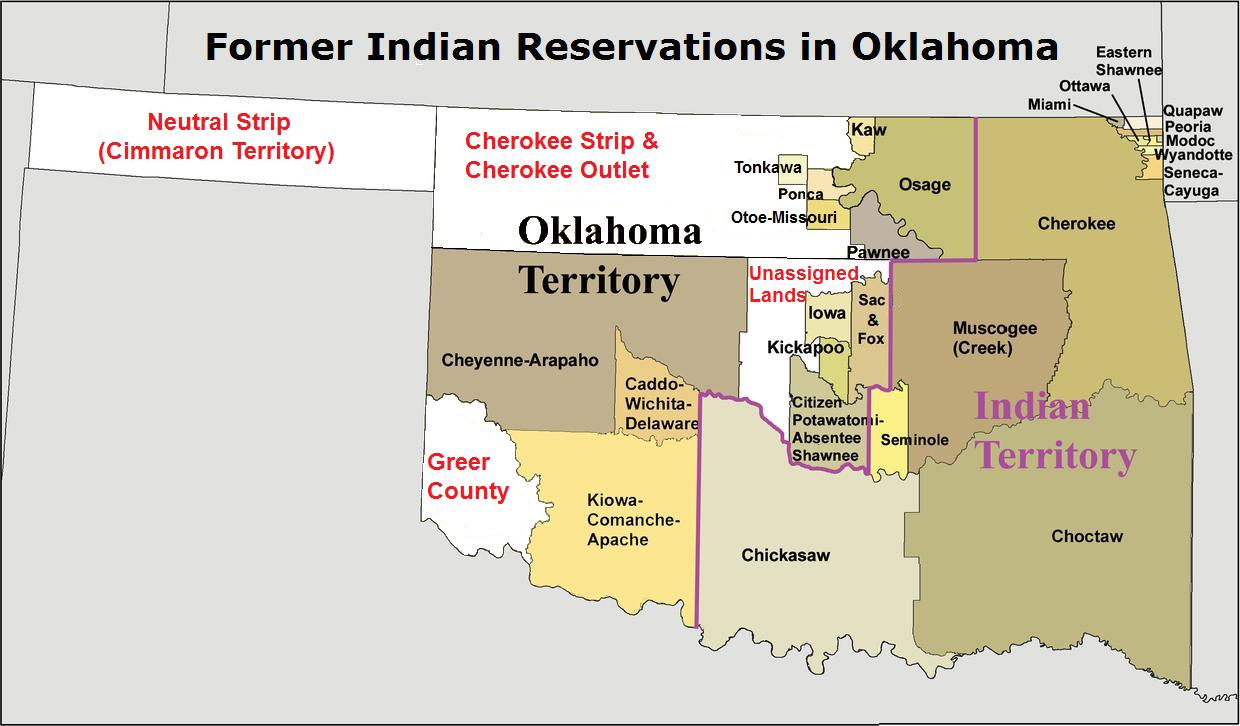
Antica riserva Quapaw nel nord-est dell'Oklahoma

I Quapaw sono una tribù di Nativi Americani stanziata nella Contea di Ottawa, Oklahoma. Un tempo erano stanziati ad ovest del Mississippi. Socializzarono ben presto con i colonizzatori francesi ma ora sono quasi estinti.

## Lingua
I Quapaw parlavano il Dhegila, un dialetto della famiglia linguistica Siouan. Questa lingua venne documentata per la prima volta da James Owen Dorsey nel XIX secolo.

## Storia

### La preistoria
Centinaia di anni fa i Quapaw erano uniti ad altre tribù. Questo gruppo era chiamato Dhegila Sioux. Si divisero in varie tribù: gli Osage, i Ponca, i Kansa e gli Omaha. I Quapaw si spostarono a sud e si stanziarono nell'attuale Arkansas, a ovest del Mississippi. Si divisero in quattro villaggi alla foce del fiume Arkansas. Qui rimasero fino al contatto con gli europei.

### L'arrivo degli europei
Come molte altre tribù, i Quapaw furono colpiti da malattie portate dagli europei. I primi ad avere contatti con i Quapaw furono i francesi. Nel 1673 due francesi, il sacerdote Jaques Marquette e l'esploratore Louis Joliet, costeggiarono il Mississippi nel tentativo di raggiungere l'Oceano Pacifico. Furono fermati in un villaggio Quapaw dove capirono che il Mississippi sfocia nel Golfo del Messico. Nel 1682 i villaggi Quapaw furono raggiunti dalla spedizione guidata dal francese Robert Cavelier de La Salle insieme al'italiano Enrico Tonti. Dopo questo fatto i Quapaw, coinvolti nelle mire francesi sulla Louisiana coltivate dal re Luigi XIV e dal Duca d'Orleans, e affidata alla nuova Compagnia dell'Ovest per lo sviluppo della Valle del Mississippi, costituita da John Law col sostegno del Duca d'Orleans, reggente di Francia, nel 1717 - che rilevò la concessione di Antoine Crozat, monopolista dei traffici mercantili nella bassa valle del Mississippi, e, nel 1719, avendo assorbito altre compagnie, divenne la Compagnia delle Indie - furono visitati da molti altri colonizzatori europei. Purtroppo questo popolo venne decimato a causa delle malattie portate dagli europei. Oggi i Quapaw vivono nelle riserve indiane dell'Arkansas.

## Religione
Nel 1700 i Quapaw veneravano un dio chiamato Wakondah o Wakontah insieme a tutta la natura che li circondava. Lo sciamano aveva il potere di curare le malattie e quindi era molto rispettato. I Quapaw rispettavano i colonizzatori europei e li curavano. Questo permise loro di sopravvivere avendo un certo rispetto per i colonizzatori.